# Charles A. Canfield
Charles A. Canfield (1848-1913) fue un magnate del petróleo y agente inmobiliario estadounidense. Fue pionero en extracción de petróleo en California y México. También cofundó Beverly Hills, California.

## Biografía

### Primeros años
Charles Adelbert Canfield nació el 15 de mayo de 1848 en Springfield (Nueva York).

### Carrera
En 1869, se mudó a Colorado y se esforzó por encontrar petróleo en el Suroeste de Estados Unidos durante diecisiete años. En 1886, encontró plata en Kingston (Nuevo México). En 1887, se trasladó a Los Ángeles, California, y fundó la Chanslor-Canfield Midway Oil Co.
En 1892, se asoció con Edward L. Doheny (1856-1935) para desarrollar el primer pozo de extracción petrolífero en Los Ángeles, en la intersección de las calles Patton y Colton en Crown Hill, justo al noroeste del actual centro de Los Ángeles.
En 1900, junto con Burton E. Green (1868-1965), Max Whittier (1867-1928), Frank H. Buck (1887-1942), Henry E. Huntington (1850-1927), William F. Herrin (1854-1927)  y William G. Kerckhoff (1856-1929), compraron el Rancho Rodeo de las Aguas de Henry Hammel and Andrew H. Denker. After drilling for oil and only finding water, they reorganized their business into the Rodeo Land and Water Company to develop a new residential town later known as Beverly Hills, California.
En 1902, fundaron la Mexican Eagle Petroleum Company (más tarde conocida como Pan American Petroleum y ahora como Pemex), la cual hizo de México el segundo país del mundo productor de petróleo.

### Vida personal
Se casó con Chloe Canfield. Ella fue asesinada en 1906 por un empleado descontento llamado Morris Buck que había sido despedido cinco días antes por dejar los caballos de Canfields desatendidos y por golpearles. Tuvieron una hija, Daisy, quien se casó con J.M. Danziger, aunque se divorciaron en 1921, alegando crueldad. En 1923, ella se volvió a casar con Antonio Moreno (1887-1967), y vivieron en The Paramour Mansion.
En 1910, se mudó a la recién construida Canfield-Wright House en Del Mar, California.
Falleció el 15 de agosto de 1913, y fue enterrado en el Evergreen Cemetery en Los Ángeles.